# دابنزاند
دابنزاند (به فرانسوی: Daubensand) یک کمون در فرانسه با جمعیت ۳۷۷ نفر است که در Canton of Erstein واقع شده‌است.